# MAGOHB
MAGOHB (англ. Mago homolog B, exon junction complex core component) – білок, який кодується однойменним геном, розташованим у людей на 12-й хромосомі. Довжина поліпептидного ланцюга білка становить 148 амінокислот, а молекулярна маса — 17 276.
| 10         |  | 20         |  | 30         |  | 40         |  | 50         |
| ---------- |  | ---------- |  | ---------- |  | ---------- |  | ---------- |
| MAVASDFYLR |  | YYVGHKGKFG |  | HEFLEFEFRP |  | DGKLRYANNS |  | NYKNDVMIRK |
| EAYVHKSVME |  | ELKRIIDDSE |  | ITKEDDALWP |  | PPDRVGRQEL |  | EIVIGDEHIS |
| FTTSKIGSLI |  | DVNQSKDPEG |  | LRVFYYLVQD |  | LKCLVFSLIG |  | LHFKIKPI   |

A: Аланін

C: Цистеїн

D: Аспарагінова кислота

E: Глутамінова кислота

F: Фенілаланін

G: Гліцин

H: Гістидин

I: Ізолейцин

K: Лізин

L: Лейцин

M: Метіонін

N: Аспарагін

P: Пролін

Q: Глутамін

R: Аргінін

S: Серин

T: Треонін

V: Валін

W: Триптофан

Задіяний у таких біологічних процесах, як процесинг мРНК, сплайсинг мРНК, транспорт, транспорт мРНК, ацетилювання. 
Білок має сайт для зв'язування з РНК. 
Локалізований у ядрі.